# ستيف فروغت
ستيف فروغت (بالإنجليزية: Steve Froggatt)‏ هو لاعب كرة قدم بريطاني في مركز الوسط، ولد في 9 مارس 1973 في لينكن في المملكة المتحدة. شارك مع منتخب إنجلترا تحت 21 سنة لكرة القدم. أما مع النوادي، فقد لعب مع أستون فيلا وكوفنتري سيتي ووولفرهامبتون واندررز.

## وصلات خارجية
- ستيف فروغت على موقع قاعدة بيانات كرة القدم.إي يو (الإنجليزية)
- ستيف فروغت على موقع Soccerbase.com (لاعب) (الإنجليزية)
- ستيف فروغت على موقع عالم كرة القدم.نت (الإنجليزية)